# Lista de prefeitos de Palmeiras
Esta é a lista de prefeitos do município de Palmeiras, estado brasileiro da Bahia, incluindo o primeiro prefeito durante a emancipação em 1891 e a sucessão de chefes do Poder Executivo municipal a partir das eleições municipais que ocorreram em 1947.
| Nº | Nome                                                                       | Imagem                                             | Partido                                    | Vice-Prefeito                                   | Início do mandato      | Fim do mandato                                                                                    | Observações |
| 1  | Antônio Affonso Teixeira (Grão Mogol (Minas Gerais), 1863–Palmeiras, ?)    |                                                    | Partido Republicano Federalista PRF        | inexistente                                     | 15 de janeiro 1891     | 1896                                                                                              | Intendente nomeado pelo Governador Estadual em 1891. Primeiro Chefe do Poder Executivo Municipal. Foi eleito por sufrágio popular no contexto da República Velha em 1893 |
| 2  | Aparicio da Cunha Menezes (Lisboa (Portugal), ?–?)                         |                                                    |                                            | inexistente                                     | 1896                   | Fevereiro de 1898                                                                                 | Foi o segundo intendente municipal, exercia a chefia do Executivo Municipal em 1899. |
| 3  | Anselmo Alves Brandão (Lençóis, ?–?)                                       |                                                    |                                            | inexistente                                     | 1898                   | 1899                                                                                              | Eleito conselheiro do Conselho Municipal (nome do legislativo na época), assumiu interinamente o cargo de intendente municipal em razão da vacância do titular e por ser presidente do legislativo municipal. |
| 4  | João Gualberto de Almeida (1860–séc. XX)                                   |                                                    |                                            | inexistente                                     | 1899                   | 11 de abril de 1903                                                                               | Quarto intendente municipal. Renunciou ao cargo em 11 de abril de 1903. |
| 5  | João Capistrano Nonato de Souza                                            |                                                    |                                            | inexistente                                     | 1903                   | 1904                                                                                              | Eleito conselheiro do Conselho Municipal (nome do legislativo na época), assumiu interinamente o cargo de intendente municipal em razão da vacância do titular e por ser presidente do legislativo municipal |
| 6  | Juvêncio de Almeida Pina (Mucugê, 1860–séc. XX)                            |                                                    | Partido Republicano da Bahia PR-BA         | inexistente                                     | 1904                   | 1907                                                                                              | Sexto intendente municipal. |
| 7  | Joaquim de Castro Lima (Palmeiras, 1870–Palmeiras, séc. XX)                |                                                    | Partido Republicano da Bahia PR-BA         | inexistente                                     | 1908                   | 1911                                                                                              | Sétimo intendente municipal. |
| 8  | Lormino Pereira dos Santos                                                 |                                                    | Partido Republicano da Bahia PR-BA         | inexistente                                     | 1º de janeiro de 1912  | 1916                                                                                              | Intendente municipal eleito no contexto da República Velha. |
| 9  | Joaquim de Castro Lima (Palmeiras, 1870–Palmeiras, séc. XX)                |                                                    | Partido Republicano Democrata da Bahia PRD | inexistente                                     | 31 de março de 1917    | 1918                                                                                              | Intendente municipal nomeado por ato do Governador do Estado. |
| 10 | Olympio Antonio Barbosa (Palmeiras, 1870–Palmeiras, séc. XX)               |                                                    | Partido Republicano Democrata da Bahia PRD | inexistente                                     | 1918                   | 1919                                                                                              | Intendente municipal eleito no contexto da República Velha. |
| 11 | Alexandrino de Queiroz Mattos                                              |                                                    | Partido Republicano Democrata da Bahia PRD | inexistente                                     | 1920                   | 1923                                                                                              | Intendente municipal eleito no contexto da República Velha. Era genro do coronel Lydio Francisco Bello. |
| 12 | Hostílio Virgílio de Souza (Palmeiras, ?–séc. XX)                          |                                                    |                                            | inexistente                                     | 1924                   | 1925                                                                                              | Intendente municipal eleito no contexto da República Velha. Foi em seu mandato que o coronel Lydio Francisco Bello se aposentou da vida política local. |
| 13 | José Inocêncio Guimarães (Campos de São João, ?–séc. XX)                   |                                                    | Partido Republicano Baiano PRB             | inexistente                                     | 3 de janeiro de 1926   | 30 de dezembro de 1927                                                                            | Intendente municipal eleito no contexto da República Velha. |
| 14 | Hostílio Virgílio de Souza (Palmeiras, ?–séc. XX)                          |                                                    | Partido Republicano Baiano PRB             | inexistente                                     | 31 de dezembro de 1927 | 21 de novembro de 1930                                                                            | Último intendente municipal eleito no contexto da República Velha. Licenciou-se do cargo em 04 de janeiro de 1930, quando foi substituído interinamente, em períodos alternados, pelos vereadores Agripino Baptista da Silva e Alexandrino Queiroz de Mattos, ainda que se mantivesse formalmente no cargo até novembro de 1930, quando foi definitivamente substituído pelo prefeito nomeado pelo interventor. |
| 15 | Otacílio Chaves (Andaraí, ?–?)                                             |                                                    | —                                          | inexistente                                     | 22 de novembro de 1930 | 1939                                                                                              | Prefeito nomeado pelo interventor do estado durante a Era Vargas. |
| 16 | Agripino Baptista da Silva (Palmeiras, 1895–Palmeiras, 1971)               |                                                    | —                                          | inexistente                                     | 1940                   | 1946                                                                                              | Prefeito nomeado pelo interventor do estado. |
| 17 | Manoel Affonso da Cruz (Santo Inácio, ?–Anguera, 1960)                     |                                                    | Partido Social Democrático PSD             |                                                 | 1946                   | 6 de abril de 1947                                                                                | Prefeito nomeado pelo governador do estado. |
| 18 | Edward Nonato Barbosa (Palmeiras, ?–Goiás, séc. XX)                        |                                                    | Partido Social Democrático PSD             |                                                 | 7 de abril de 1947     | 6 de abril de 1951                                                                                | Prefeito eleito em 1947 por voto direto. |
| 19 | Salvador Lopes (Xique-Xique de Igatu, séc. XX–Palmeiras, séc. XX)          |                                                    | União Democrática Nacional UDN             |                                                 | 7 de abril de 1951     | 6 de abril de 1955                                                                                | Prefeito eleito em 1950 por voto direto. |
| 20 | Edson Botelho de Queiroz (Palmeiras, séc. XX–Palmeiras, séc. XX)           |                                                    | União Democrática Nacional UDN             |                                                 | 7 de abril de 1955     | 1958                                                                                              | Prefeito eleito em 1954 por voto direto. |
| 21 | Newton Cathalat Guimarães (Campos de São João, séc. XX–Palmeiras, séc. XX) |                                                    | União Democrática Nacional UDN             |                                                 | 1959                   | 1962                                                                                              | Prefeito eleito em 1958 por voto direto. |
| 22 | José Maria Gomes Bello (Caeté-Açu, séc. XX–Palmeiras, séc. XX)             |                                                    | União Democrática Nacional UDN             |                                                 | 1963                   | 1966                                                                                              | Prefeito eleito por voto direto. Filho do coronel Lydio Francisco Bello |
| 23 | Álvaro Gomes de Castro Filho (Boninal, 29.05.1922–)                        |                                                    | Aliança Renovadora Nacional ARENA          |                                                 | 31 de janeiro de 1967  | 30 de janeiro de 1971                                                                             | Prefeito eleito por voto direto no contexto da ditadura militar. |
| 24 | Wilson de Souza Faria (Boninal, 1940–                                      |                                                    | Aliança Renovadora Nacional ARENA          |                                                 | 31 de janeiro de 1971  | 30 de janeiro de 1973                                                                             | Prefeito "tampão" no contexto da ditadura militar. |
| 25 | Salvador Lopes (Xique-Xique de Igatu, séc. XX–Palmeiras, séc. XX)          |                                                    | Aliança Renovadora Nacional ARENA          |                                                 | 31 de janeiro de 1973  | 31 de dezembro de 1976                                                                            | Prefeito eleito por voto direto no contexto da ditadura militar. |
| 26 | José Soares de Queiroz "Zequinha Queiroz" (Boninal, 1937–                  |                                                    | Aliança Renovadora Nacional ARENA          |                                                 | 1º de janeiro de 1977  | 1982                                                                                              | Prefeito eleito por voto direto no contexto da ditadura militar. |
| 27 | Hélcio de Matos Alves (Palmeiras, séc. XX–2019)                            |                                                    | Partido Democrático Social PDS             |                                                 | 1983                   | 31 de dezembro de 1988                                                                            | Último prefeito eleito durante a ditadura militar. Pertencente ao clã familiar de Horácio de Matos. |
| 28 | Jusselino Soares de Queiroz (Palmeiras, séc. XX–)                          |                                                    | Partido da Frente Liberal PFL              |                                                 | 1° de janeiro de 1989  | 31 de dezembro de 1992                                                                            | Prefeito eleito em 1988 em sufrágio universal. |
| 29 | Hélcio de Matos Alves (Palmeiras, séc. XX–2019)                            |                                                    | Partido Liberal PL                         |                                                 | 1° de janeiro de 1993  | 31 de dezembro de 1996                                                                            | Prefeito eleito em 1992 em sufrágio universal. Pertencente ao clã familiar de Horácio de Matos. |
| 30 | Carlos Alberto da Silva Lopes (Lençóis, 01.06.1964–)                       |                                                    | Partido Trabalhista Brasileiro PTB         |                                                 | 1° de janeiro de 1997  | 31 de dezembro de 2000                                                                            | Prefeito eleito em sufrágio universal. |
| 30 | Carlos Alberto da Silva Lopes (Lençóis, 01.06.1964–)                       | Partido Trabalhista Brasileiro PTB                 | José Soares de Queiroz "Zequinha Queiroz"  | 1° de janeiro de 2001                           | novembro de 2003       | Prefeito reeleito, foi cassado no final de 2003 por impeachment da Câmara Municipal de Palmeiras. | |
| 31 | José Soares de Queiroz "Zequinha Queiroz"                                  |                                                    |                                            | vago                                            | novembro de 2003       | 31 de dezembro de 2004                                                                            | Vice-prefeito assumiu o cargo de titular por causa do impedimento do anterior. |
| 32 | Marcos Venicios Santos Teles (Palmeiras, 29.08.1963–)                      |                                                    | Partido Liberal PL                         | José Soares de Queiroz Junior (PTB)             | 1° de janeiro de 2005  | 31 de dezembro de 2008                                                                            | Prefeito eleito em sufrágio universal. |
| 32 | Marcos Venicios Santos Teles (Palmeiras, 29.08.1963–)                      | José Soares de Queiroz Junior (PTB)                | Partido Liberal PL                         | 1° de janeiro de 2009                           | 31 de dezembro de 2012 | Prefeito reeleito em sufrágio universal.                                                          | |
| 33 | José Soares de Queiroz Junior (Palmeiras, 04.02.1967–)                     |                                                    | Partido Trabalhista Brasileiro PTB         | vago                                            | março de 2012          | 31 de dezembro de 2012                                                                            | Vice-prefeito que assumiu em definitivo o Poder Executivo após a cassação do titular pela Justiça. |
| 34 | Adriano de Queiroz Alves "Didico" (Palmeiras, 03.10.1966–)                 |                                                    | Partido Popular Socialista PPS             | Gil Almeida (PV)                                | 1° de janeiro de 2013  | 31 de dezembro de 2016                                                                            | Prefeito eleito em sufrágio universal. |
| 35 | Ricardo Oliveira Guimarães (Salvador, 05.11.1971–)                         |                                                    | Partido Social Democrático PSD             | Wilson José da Rocha "Wilson do Capão"          | 1° de janeiro de 2017  | 31 de dezembro de 2020                                                                            | Prefeito eleito em sufrágio universal. |
| 35 | Ricardo Oliveira Guimarães (Salvador, 05.11.1971–)                         | Jamerson David Oliveira Queiroz "Jam de Juca" (PL) | Partido Social Democrático PSD             | 1° de janeiro de 2021                           | 31 de dezembro de 2024 | Prefeito reeleito em sufrágio universal.                                                          | |
| 36 | Wilson José da Rocha "Wilson do Capão" (Palmeiras, 26.08.1946–)            |                                                    | AVANTE                                     | Edson Rodrigues Filho "Edinho de Caboclo" (MDB) | 1° de janeiro de 2025  | Atual                                                                                             | Prefeito eleito em sufrágio universal. |